# Ulrich Schnauss

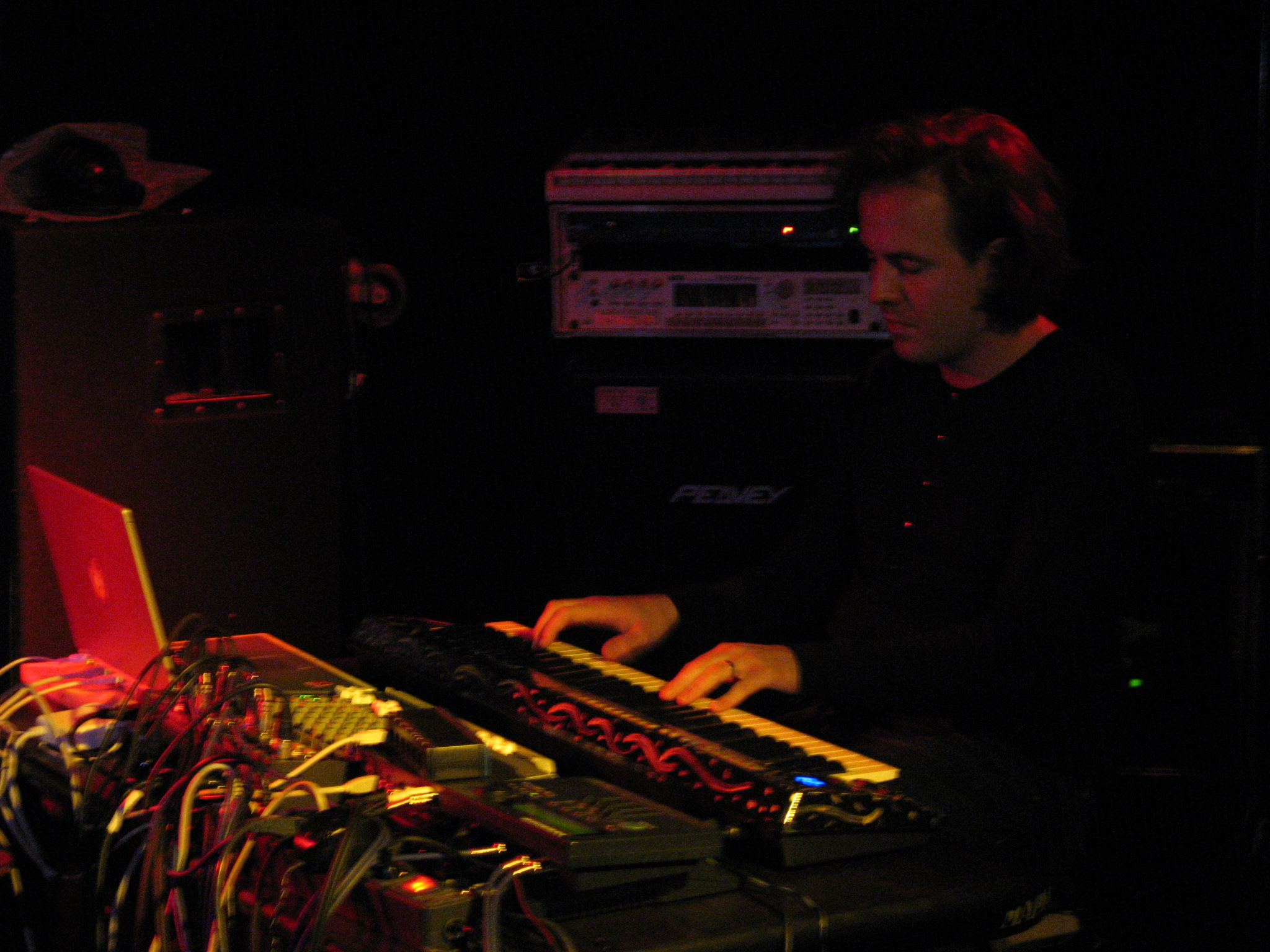
Live i London

Ulrich Schnauss, född 1977 i Kiel, är en tysk DJ och musikproducent inom musikgenrerna electronica, ambient techno och indietronica.

## Diskografi
- Far Away Trains Passing By (2001; 2005)
- A Strangely Isolated Place (2003)
- Goodbye (2007)